# Porphyrosela neodoxa
Porphyrosela neodoxa är en fjärilsart som först beskrevs av Edward Meyrick 1916.  Porphyrosela neodoxa ingår i släktet Porphyrosela och familjen styltmalar. Inga underarter finns listade i Catalogue of Life.